# Lazec (općina Příbram)
Lazec je naselje u općini i okrugu Příbram, Središnja Češka. Prema popisu stanovništva iz 2001. ima 144 stanovnika, koji žive na 77 prijavljenih adresa.
Ukupna površina katastarske jedinice Lazec iznosi 1,83 km². Poštanski broj naselja glasi 261 02.

## Vanjske poveznice
- (češ.) (engl.) (njem.) Službene stranice grada i općine Příbram
- (češ.) Službene stranice mjesta